# Lista muzeelor din Belgrad

## Muzee dinBelgrad,Serbia

### Muzee de artă
- Muzeul Național al Serbiei (Trg republike 1a)
- Muzeul de Arte Africa (Andre Nikolića 14)
- Muzeul de Artă Aplicată (Vuka Karadžica 18)
- Muzeul de Artă Contemporană (Ušće bb)

### Muzee istorice și culturale
- Muzeul de Istorie al Serbiei (Nemanjina 24)
- Muzeul de Istorie a Genocidului comis împotriva sârbilor (Trg Nikole Pašića 11)
- Muzeul de Istorie Evreiesc (Kralja Petra) I 71/1
- Konak Kneginje Ljubice (Kneza Sime Markovića 3)
- Konak Kneza Miloša (Rakovički put 2)
- Muzeul Militar (Kalemegdan)
- Muzeul Fortăreaței din Belgrad (Kalemegdan)
- Muzeul Casei de Imprimare Ilegală Partizană
- Mladenovac (Mladenovac) (Vlajićeva 68)
- Muzeul de Pedagogie (Uzun Mirkova 14)
- Muzeul Bisericii Ortodoxe Sârbe
- Muzeul "Banjica" lagăr de concentrare (Veljka Lukića Kurjaka 3)
- Muzeul Orașului Belgrad (Zmaj Jovina) 1
- Muzeul de Artă Teatrală (Gospodar Jevremova 19)
- Muzeul Vuk și Dositej (Gospodar Jevremova 21)
- Muzeul Cinotheque Iugoslav (Kosovska 11)
- Muzeul Casei Zemun (Glavna 9)